# 肺性心
肺性心（はいせいしん、拉: cor pulmonale, CP）は、肺の疾患の存在による肺循環の障害によって肺動脈圧の亢進をきたし、右心室の肥大拡張が生じる状態。肺高血圧あるいは右心系の鬱血性循環障害が認められる。進行するとチアノーゼ、頚静脈の怒張、静脈拍動、浮腫をきたす。超音波検査では肺動脈径の拡大、後大静脈（ウシや犬などに存在）径の拡大、右心壁の拡大所見が認められる。心電図では右心室の拡大所見、P波の増高（肺性P）が認められる。X線撮影では、肺動脈、後大静脈の拡大所見、肺の鬱滞所見が認められる。治療には循環障害の原因となっている肺の疾患の治療を行う。